# Sri-lankische Cricket-Nationalmannschaft in Neuseeland in der Saison 2004/05
Die Tour der sri-lankischen Cricket-Nationalmannschaft nach Neuseeland in der Saison 2004/05 fand mit einer Unterbrechung vom 26. Dezember 2004 bis zum 14. April 2005 statt. Die internationale Cricket-Tour war Bestandteil der Internationalen Cricket-Saison 2004/05 und umfasste zwei Tests und ein ODI. Neuseeland gewann beide Serien 1–0.

## Vorgeschichte
Neuseeland spielte zuvor eine Tour in Australien, Sri Lanka in Pakistan.
Das letzte Aufeinandertreffen der beiden Mannschaften bei einer Tour fand in der Saison 2003 in Sri Lanka statt.

## Stadien
Die folgenden Stadien wurden für die Tour als Austragungsort vorgesehen und die Test-Stadien am 2. Februar 2005 bekanntgegeben.
| Stadion                  | Stadt        | Kapazität | Spiele          |
| ------------------------ | ------------ | --------- | --------------- |
| Eden Park                | Auckland     | 50.000    | 1. ODI          |
| Jade Stadium             | Christchurch | 38.628    | 4. ODI          |
| McLean Park              | Napier       | 22.500    | 1. Test; 2. ODI |
| Queenstown Events Centre | Queenstown   | 19.000    | 3. ODI          |
| Basin Reserve            | Wellington   | 11.000    | 2. Test         |
| Westpac Stadium          | Wellington   | 34.500    | 5. ODI          |

## Kaderlisten
Sri Lanka benannte seinen ODI-Kader am 3. Dezember 2004. und seinen Test-Kader am 25. Januar 2005.
Neuseeland benannte seinen Kader am 16. Dezember 2004 und seinen Test-Kader am 31. März 2005.
| Test | Test | ODI | ODI |
| Sri Lanka | Neuseeland | Sri Lanka | Neuseeland |
| --- | --- | --- | --- |
| - Marvan Atapattu (K) - Upul Chandana - Tillakaratne Dilshan - Rangana Herath - Sanath Jayasuriya - Mahela Jayawardene - Shantha Kalavitigoda - Nuwan Kulasekara - Farveez Maharoof - Lasith Malinga - Thilan Samaraweera - Kumar Sangakkara (wk) - Chaminda Vaas | - Stephen Fleming (K) - Nathan Astle - Craig Cumming - James Franklin - James Marshall - Hamish Marshall - Chris Martin - Brendon McCullum (wk) - Kyle Mills - Lou Vincent - Paul Wiseman | - Marvan Atapattu (K) - Russel Arnold - Upul Chandana - Tillakaratne Dilshan - Dilhara Fernando - Rangana Herath - Saman Jayantha - Sanath Jayasuriya - Mahela Jayawardene - Nuwan Kulasekara - Farveez Maharoof - Lasith Malinga - Kumar Sangakkara (wk) - Chaminda Vaas - Nuwan Zoysa | - Stephen Fleming (K) - Nathan Astle - Ian Butler - Chris Cairns - Hamish Marshall - Brendon McCullum (wk) - Kyle Mills - Jacob Oram - Mathew Sinclair - Scott Styris - Daryl Tuffey - Daniel Vettori |

## Tour Matches
| 21. Dezember Scorecard | Auckland | Central Districts 220-7 (49/49) | – | Sri Lankans 20-2 (5/49) |
|                        |          | No Result                       |   |                         |

| 23. Dezember Scorecard | Hamilton | Northern Districts | – | Sri Lankans |
|                        |          | Abgesagt           |   |             |

| 28. – 30. März Scorecard | Christchurch | Major Associations XI 321 (87.1) | – | Sri Lankans |
|                          |              | Remis                            |   |             |

## One-Day Internationals

### Erstes ODI in Auckland
| 26. Dezember Scorecard | Auckland | Sri Lanka 141 (42)               | – | Neuseeland 144-3 (33) |
|                        |          | Neuseeland gewinnt mit 7 Wickets |   |                       |

Nach dem Tsunami in Folge des Sumatra-Andamanen-Beben wurde zunächst geplant die Tour fortzusetzen, jedoch auf bitten Sri Lankas letztendlich abgebrochen.
Die Testserie wurde in den April verschoben.

### Zweites ODI in Napier
| 29. Dezember | Napier | Neuseeland | – | Sri Lanka |
|              |        | Abgesagt   |   |           |

### Drittes ODI in Queenstown
| 2. Januar | Queenstown | Neuseeland | – | Sri Lanka |
|           |            | Abgesagt   |   |           |

### Viertes ODI in Christchurch
| 4. Januar | Christchurch (JS) | Neuseeland | – | Sri Lanka |
|           |                   | Abgesagt   |   |           |

### Fünftes ODI in Wellington
| 8. Januar | Wellington (WS) | Neuseeland | – | Sri Lanka |
|           |                 | Abgesagt   |   |           |

## Tests

### Erster Test in Napier
| 4. – 8. April Scorecard | Napier | Neuseeland 561 (159.1) & 238 (92.4) | – | Sri Lanka 498 (148.1) & 7 (1.3) |
|                         |        | Remis                               |   |                                 |

### Zweiter Test in Wellington
| 11. – 14. April Scorecard | Wellington (BS) | Sri Lanka 211 (65.1) & 273 (92.5)                | – | Neuseeland 522-9d (146) |
|                           |                 | Neuseeland gewinnt mit einem Innings und 38 Runs |   |                         |

## Statistiken
Die folgenden Cricketstatistiken wurden bei dieser Tour erzielt.
| Tests              | Tests      | Tests   | Tests   | Tests   | Tests   | Tests   | Tests   | Tests   |
| Batting            | Batting    | Batting | Batting | Batting | Batting | Batting | Batting | Batting |
| Spieler            | Mannschaft | Spiele  | Innings | Runs    | Average | HS      | 100s    | 50s     |
| ------------------ | ---------- | ------- | ------- | ------- | ------- | ------- | ------- | ------- |
| Lou Vincent        | Neuseeland | 2       | 3       | 276     | 92,00   | 224     | 1       | 1       |
| Thilan Samaraweera | Sri Lanka  | 2       | 3       | 178     | 59,33   | 88      | 0       | 2       |
| Hamish Marshall    | Neuseeland | 2       | 3       | 172     | 57,33   | 160     | 1       | 0       |
| Mahela Jayawardene | Sri Lanka  | 2       | 3       | 155     | 51,66   | 141     | 1       | 0       |
| Stephen Fleming    | Neuseeland | 2       | 3       | 145     | 48,33   | 88      | 0       | 1       |
| Marvan Atapattu    | Sri Lanka  | 2       | 4       | 145     | 48,33   | 127     | 1       | 0       |
| Bowling            |            |         |         |         |         |         |         |         |
| Spieler            | Mannschaft | Spiele  | Overs   | Wickets | Average | BBI     | 5W      | 10W     |
| Chris Martin       | Neuseeland | 2       | 76      | 11      | 21,54   | 6/54    | 1       | 0       |
| Lasith Malinga     | Sri Lanka  | 2       | 92.4    | 11      | 30,36   | 5/80    | 1       | 0       |
| James Franklin     | Neuseeland | 2       | 67.3    | 9       | 28,22   | 4/71    | 0       | 0       |
| Chaminda Vaas      | Sri Lanka  | 2       | 90      | 8       | 33,87   | 6/108   | 1       | 0       |
| Nathan Astle       | Neuseeland | 2       | 43.1    | 7       | 15,42   | 3/27    | 0       | 0       |

| ODIs                 | ODIs       | ODIs    | ODIs    | ODIs    | ODIs    | ODIs    | ODIs    | ODIs    |
| Batting              | Batting    | Batting | Batting | Batting | Batting | Batting | Batting | Batting |
| Spieler              | Mannschaft | Spiele  | Innings | Runs    | Average | HS      | 100s    | 50s     |
| -------------------- | ---------- | ------- | ------- | ------- | ------- | ------- | ------- | ------- |
| Stephen Fleming      | Neuseeland | 1       | 1       | 77      |         | 77*     | 0       | 1       |
| Tillakaratne Dilshan | Sri Lanka  | 1       | 1       | 48      | 48,00   | 48      | 0       | 0       |
| Sanath Jayasuriya    | Sri Lanka  | 1       | 1       | 43      | 43,00   | 43      | 0       | 0       |
| Mathew Sinclair      | Neuseeland | 1       | 1       | 31      | 31,00   | 31      | 0       | 0       |
| Upul Chandana        | Sri Lanka  | 1       | 1       | 20      | 20,00   | 20      | 0       | 0       |
| Bowling              |            |         |         |         |         |         |         |         |
| Spieler              | Mannschaft | Spiele  | Overs   | Wickets | Average | BBI     | 5W      | 10W     |
| Chris Cairns         | Neuseeland | 1       | 8       | 4       | 8,25    | 4/33    | 0       | 0       |
| Daryl Tuffey         | Neuseeland | 1       | 8       | 2       | 8,50    | 2/17    | 0       | 0       |
| Jacob Oram           | Neuseeland | 1       | 7       | 1       | 23,00   | 1/23    | 0       | 0       |
| Kyle Mills           | Neuseeland | 1       | 8       | 1       | 24,00   | 1/24    | 0       | 0       |
| Upul Chandana        | Sri Lanka  | 1       | 7       | 1       | 29,00   | 1/29    | 0       | 0       |
| Chaminda Vaas        | Sri Lanka  | 1       | 8       | 1       | 31,00   | 1/31    | 0       | 0       |

## Player of the Match
Als Player of the Match wurden die folgenden Spieler ausgezeichnet.
| Spiel   | Player of the Match |
| ------- | ------------------- |
| 1. ODI  | Stephen Fleming     |
| 1. Test | Lasith Malinga      |
| 2. Test | Lou Vincent         |